# Grelsbyn
Grelsbyn är en del av tätorten Överkalix i Överkalix socken och Överkalix kommun. Grelsbyn ligger på östra sidan av Kalix älv och gränsar i norr mot sjön Hansavan och Bränna, området som utgör centrala Överkalix. Några kilometer söder om Grelsbyn ligger tätorten Svartbyn.
Inom orten har man funnit rester av boplatser från stenåldern.

## Historia

### Administrativa tillhörigheter
Grelsbyn ligger i Överkalix socken som bildade Överkalix landskommun i samband med kommunreformen 1863. I samband med kommunreformen 1971 ombildades kommunen till Överkalix kommun, som Grelsbyn har tillhört sedan dess.

### Befolkningsutveckling

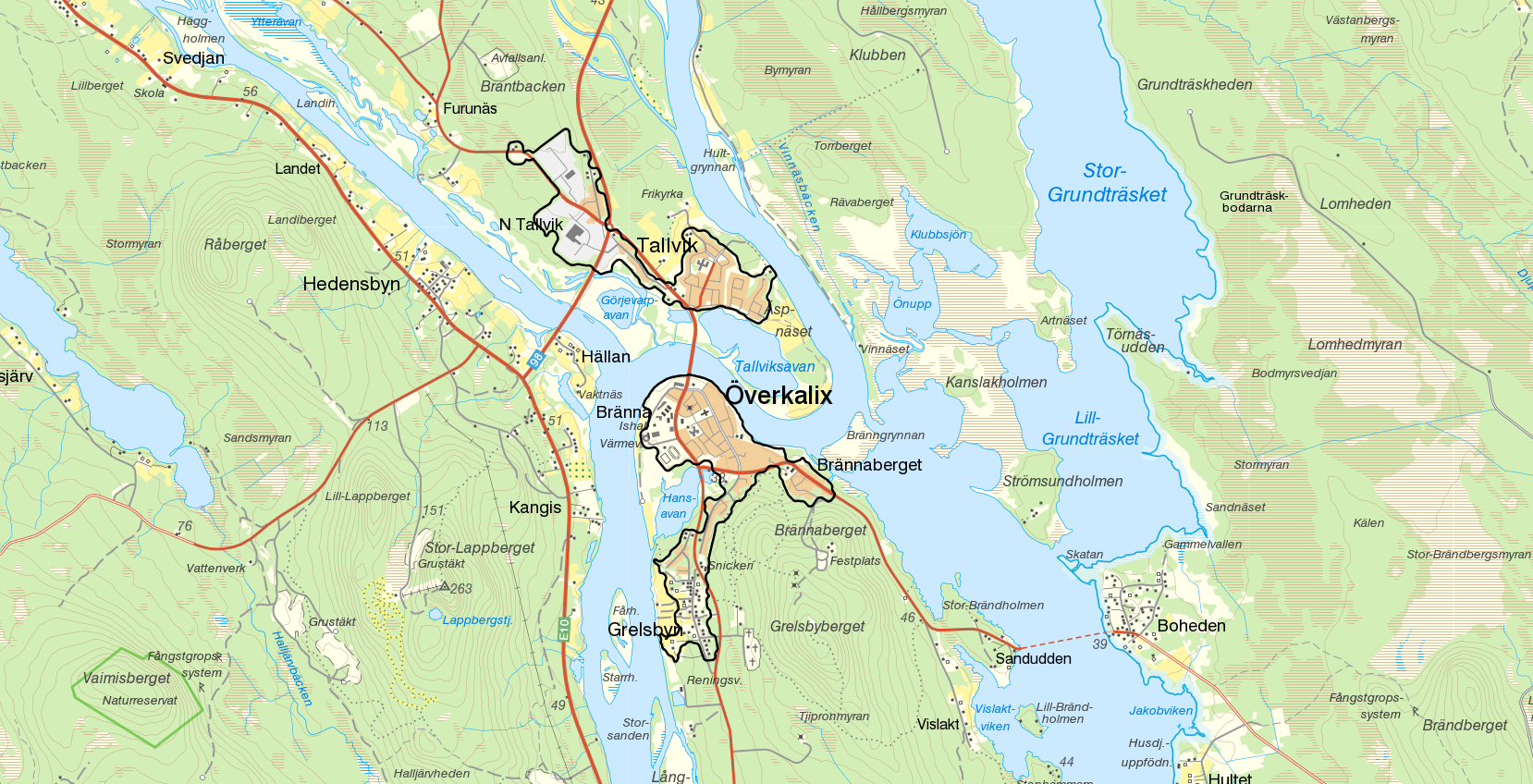
De av Statistiska centralbyrån avgränsade tätorterna Tallvik och Överkalix, med gränserna från tätortsavgränsningen 2015. Grelsbyn tillhör tätorten Överkalix.

| Befolkningsutvecklingen i Grelsbyn 1920–1965                                                                            | Befolkningsutvecklingen i Grelsbyn 1920–1965 | Befolkningsutvecklingen i Grelsbyn 1920–1965 | Befolkningsutvecklingen i Grelsbyn 1920–1965 | Befolkningsutvecklingen i Grelsbyn 1920–1965 |
| --- | -------------------------------------------- | -------------------------------------------- | -------------------------------------------- | -------------------------------------------- |
| |                                              |                                              |                                              |                                              |
| År |                                              |                                              | Folkmängd                                    | Areal (ha)                                   |
| 1920 | 1920                                         |                                              | 500                                          | ##                                           |
| 1950 | 1950                                         |                                              | 237                                          | ##                                           |
| 1960 | 1960                                         |                                              | 228                                          | 43                                           |
| 1965 | 1965                                         |                                              | 200                                          | 43                                           |
| Anm.: Upphörd som tätort 1970. Ingår i tätorten Överkalix sedan 1975. ## Som tätort/befolkningsagglomeration 1920–1950. |                                              |                                              |                                              |                                              |